# 4,4'-Bis(diméthylamino)thiobenzophénone
La 4,4′-bis(diméthylamino)thiobenzophénone est un composé organique qui consiste en une thiobenzophénone substituée par deux diméthylamines en position para. Elle est un bloc de construction en synthèse organique et sert aussi à mettre en évidence des traces de métaux précieux,,.